# Tricoma strandi
Tricoma strandi är en rundmaskart som först beskrevs av Allgen 1939.  Tricoma strandi ingår i släktet Tricoma och familjen Desmoscolecidae. Arten är reproducerande i Sverige. Inga underarter finns listade i Catalogue of Life.